# سالونینوس
سالونینوس با نام کامل پوبلیوس لیسینیوس کورنلیوس سالونینوس والریانوس (به لاتین: Publius Licinius Cornelius Saloninus Valerianus) (زادهٔ ۲۴۲ - درگذشتهٔ ۲۶۰) امپراتور روم به‌طور مشترک با پدرش برای چند هفته در ۲۶۰ بود.

## زندگی‌نامه
سالونینوس پسر امپراتور وقت روم گالینوس از همسرش کورنلیا سالونینا بود. خود گالینوس پس از مرگ امپراتور آئمیلیانوس در ۲۵۳ از سوی سنا به‌طور مشترک با پدرش والرین به امپراتوری روم رسیده بود و به‌دنبال این انتخاب، پاسداری از مرزهای شرقی بر عهدهٔ والرین گذاشته شده و گالینوس نیز برای مقابله با گوتها به منطقهٔ راین آمده بود.
سالونینوس در ۲۵۸ به عنوان سزار و جانشین گالینوس انتخاب شد و پس از آن پدرش او را به منظور حفظ وفاداری سربازانش در کلن باقی گذارد و خود در ۲۵۹ به سمت شرق حرکت کرد. در ۲۶۰ ژرمن‌ها دست به تهاجم همه‌جانبه‌ای در منطقه زدند و فرماندهٔ سپاه رومیان که فردی گل‌تبار به‌نام پوستوموس بود، علی‌رغم آنکه نتوانست جلوی حملات آنها را بگیرد موفق به شکست برخی از نیروهای آنها و گرفتن غنایمی از آنان شد. ارتش راین سپس در همان سال پوستوموس را امپراتور نامید و در مقابل، سالونینوس نیز که همراه با معلمش سیلوانوس در کلن بود آگوستوس (امپراتور) خوانده شد.
اما پوستوموس اقامتگاه سالونینوس را در زمستان ۲۶۰ به محاصرهٔ خود درآورد و سرانجام او را همراه با سیلوانوس در همان سال به قتل رساند.